# Olympische Winterspiele 1998/Teilnehmer (Schweden)
| Gelbes Symbol für Goldmedaillen mit stilisierten Olympischen Ringen | Graues Symbol für Silbermedaillen mit stilisierten Olympischen Ringen | Braundes Symbol für Bronzemedaillen mit stilisierten Olympischen Ringen |
| ------------------------------------------------------------------- | --------------------------------------------------------------------- | ----------------------------------------------------------------------- |
| —                                                                   | 2                                                                     | 1                                                                       |

Schweden nahm an den Olympischen Winterspielen 1998 im japanischen Nagano mit einer Delegation von 101 Athleten in zehn Disziplinen teil, davon 55 Männer und 46 Frauen. Mit zwei Silbermedaillen und einer Bronzemedaille platzierte sich Schweden auf Rang 17 im Medaillenspiegel.
Fahnenträger bei der Eröffnungsfeier war der Skilangläufer Torgny Mogren.

## Teilnehmer nach Sportarten

### Biathlon
Männer
- Jonas Eriksson
4 × 7,5 km Staffel: 10. Platz (1:25:25,7 h)

- Fredrik Kuoppa
10 km Sprint: 21. Platz (29:22,0 min)
20 km Einzel: 39. Platz (1:01:59,2 h)
4 × 7,5 km Staffel: 10. Platz (1:25:25,7 h)

- Mikael Löfgren
10 km Sprint: 25. Platz (29:31,6 min)
20 km Einzel: 20. Platz (1:00:00,3 h)
4 × 7,5 km Staffel: 10. Platz (1:25:25,7 h)

- Tord Wiksten
4 × 7,5 km Staffel: 10. Platz (1:25:25,7 h)

Frauen
- Kristina Brounéus
7,5 km Sprint: 50. Platz (26:05,3 min)
15 km Einzel: 64. Platz (1:09:51,1 h)
4 × 7,5 km Staffel: 10. Platz (1:44:50,8 h)

- Magdalena Forsberg
7,5 km Sprint: 17. Platz (24:19,5 min)
15 km Einzel: 14. Platz (57:16,9 min)
4 × 7,5 km Staffel: 10. Platz (1:44:50,8 h)

- Maria Schylander
7,5 km Sprint: 60. Platz (27:46,9 min)
15 km Einzel: 49. Platz (1:02:35,0 h)
4 × 7,5 km Staffel: 10. Platz (1:44:50,8 h)

- Eva-Karin Westin
7,5 km Sprint: 51. Platz (26:07,8 min)
15 km Einzel: 52. Platz (1:03:00,5 h)
4 × 7,5 km Staffel: 10. Platz (1:44:50,8 h)

### Curling
Männer
- Peja Lindholm (Skip), Tomas Nordin, Magnus Swartling, Peter Narup, Marcus Feldt
6. Platz

Frauen
- Elisabet Gustafson (Skip), Katarina Nyberg, Louise Marmont, Elisabeth Persson, Margaretha Lindahl
Bronze

### Eishockey
Männer
| - Tommy Salo - Johan Hedberg - Tommy Söderström - Mattias Norström - Nicklas Lidström - Calle Johansson - Mattias Öhlund - Ulf Samuelsson - Marcus Ragnarsson - Tommy Albelin - Niklas Sundström - Daniel Alfredsson | - Mikael Andersson - Peter Forsberg - Mats Sundin - Mikael Renberg - Ulf Dahlén - Patric Kjellberg - Mats Lindgren - Michael Nylander - Tomas Sandström - Jörgen Jönsson - Andreas Johansson |

- 5. Platz

Frauen
| - Annica Åhlén - Lotta Almblad - Gunilla Andersson - Kristina Bergstrand - Pernilla Burholm - Susanne Ceder - Ann-Louise Edstrand - Joa Elfsberg - Åsa Elfving - Anne Ferm | - Lotta Göthesson - Linda Gustafsson - Malin Gustafsson - Erika Holst - Åsa Lidström - Ylva Lindberg - Tina Månsson - Pia Morelius - Maria Rooth - Therése Sjölander |

- 5. Platz

### Eiskunstlauf
Frauen
- Helena Grundberg
26. Platz (nicht für die Kür qualifiziert)

### Freestyle-Skiing
Männer
- Roger Hållander
Buckelpiste: 22. Platz (in der Qualifikation ausgeschieden)

- Kurre Lansburgh
Buckelpiste: 9. Platz (24,71)

- Jesper Rönnbäck
Buckelpiste: 6. Platz (25,32)

- Patrik Sundberg
Buckelpiste: 14. Platz (23,00)

Frauen
- Jenny Eidolf
Buckelpiste: 21. Platz (in der Qualifikation ausgeschieden)

- Marja Elfman
Buckelpiste: 12. Platz (22,58)

- Liselotte Johansson
Springen: 18. Platz (in der Qualifikation ausgeschieden)

- Sara Kjellin
Buckelpiste: 14. Platz (21,52)

### Rennrodeln
Männer, Einsitzer
- Mikael Holm
11. Platz (3:20,798 min)

- Anders Söderberg
21. Platz (3:23,029 min)

- Bengt Walden
19. Platz (3:22,552 min)

Männer, Doppelsitzer
- Anders Söderberg & Bengt Walden
12. Platz (1:42,862 min)

### Shorttrack
Männer
- Martin Johansson
500 m: 20. Platz (im Vorlauf ausgeschieden)
1000 m: 12. Platz (im Viertelfinale ausgeschieden)

### Ski Alpin
Männer
- Patrik Järbyn
Abfahrt: 10. Platz (1:51,22 min)
Super-G: 6. Platz (1:35,72 min)
Riesenslalom: 21. Platz (2:43,82 min)
Kombination: Slalomrennen nicht beendet

- Martin Hansson
Riesenslalom: Rennen nicht beendet
Slalom: Rennen nicht beendet

- Fredrik Nyberg
Super-G: 10. Platz (1:36,31 min)
Riesenslalom: 10. Platz (2:40,95 min)

Frauen
- Pernilla Wiberg
Abfahrt: Silber  (1:29,18 min)
Super-G: 14. Platz (1:18,88 min)
Riesenslalom: 11. Platz (2:55,40 min)
Slalom: Rennen nicht beendet
Kombination: Slalomrennen nicht beendet

- Martina Fortkord
Riesenslalom: 14. Platz (2:56,35 min)
Slalom: Rennen nicht beendet

- Ylva Nowén
Riesenslalom: Rennen nicht beendet
Slalom: 12. Platz (1:36,33 min)

- Anna Ottosson
Riesenslalom: 7. Platz (2:53,81 min)
Slalom: 10. Platz (1:35,24 min)

### Skilanglauf
Männer
- Anders Bergström
30 km klassisch: 23. Platz (1:40:30,8 h)

- Per Elofsson
30 km klassisch: 10. Platz (1:38:47,0 h)
4 × 10 km Staffel: 4. Platz (1:42:25,2 h)

- Henrik Forsberg
10 km klassisch: 56. Platz (30:55,7 min)
15 km Verfolgung: 31. Platz (44:04,9 min)
30 km klassisch: 25. Platz (1:40:44,1 h)
50 km Freistil: Rennen nicht beendet
4 × 10 km Staffel: 4. Platz (1:42:25,2 h)

- Mathias Fredriksson
50 km Freistil: 20. Platz (2:14:05,9 h)
4 × 10 km Staffel: 4. Platz (1:42:25,2 h)

- Niklas Jonsson
10 km klassisch: 25. Platz (29:04,9 min)
15 km Verfolgung: 10. Platz (41:01,7 min)
50 km Freistil: Silber  (2:05:16,3 h)
4 × 10 km Staffel: 4. Platz (1:42:25,2 h)

- Torgny Mogren
50 km Freistil: 34. Platz (2:17:28,8 h)

Frauen
- Elin Ek
5 km klassisch: 43. Platz (19:19,2 min)
15 km klassisch: 35. Platz (51:51,0 min)

- Anette Fanqvist
30 km Freistil: 37. Platz (1:33:10,7 h)
4 × 5 km Staffel: 8. Platz (57:53,7 min)

- Magdalena Forsberg
4 × 5 km Staffel: 8. Platz (57:53,7 min)

- Antonina Ordina
5 km klassisch: 24. Platz (18:50,7 min)
10 km Verfolgung: 19. Platz (30:35,6 min)
15 km klassisch: 19. Platz (50:12,6 min)
30 km Freistil: 11. Platz (1:26:13,8 h)
4 × 5 km Staffel: 8. Platz (57:53,7 min)

- Karin Säterkvist
5 km klassisch: 36. Platz (19:12,9 min)
10 km Verfolgung: 28. Platz (31:49,4 min)
15 km klassisch: 25. Platz (51:02,6 min)
30 km Freistil: 45. Platz (1:34:15,1 h)
4 × 5 km Staffel: 8. Platz (57:53,7 min)

### Snowboard
Männer
- Ingemar Backman
Halfpipe: 14. Platz (nicht für das Finale qualifiziert)

- Stephen Copp
Riesenslalom: 18. Platz (2:11,89 min)

- Richard Richardsson
Riesenslalom: Rennen nicht beendet

- Jacob Söderqvist
Halfpipe: 6. Platz (77,8)

- Pontus Ståhlkloo
Halfpipe: 10. Platz (nicht für das Finale qualifiziert)

- Fredrik Sterner
Halfpipe: 15. Platz (nicht für das Finale qualifiziert)

Frauen
- Marie Birkl
Riesenslalom: 10. Platz (2:23,91 min)

- Anna Hellman
Halfpipe: 18. Platz (nicht für das Finale qualifiziert)

- Jenny Jonsson
Halfpipe: 7. Platz (65,9)

- Jennie Waara
Halfpipe: 8. Platz (62,7)